# Ossido di europio(II)
L'ossido di europio(II), formula chimica EuO, è un ossido dell'europio.
Ha proprietà magnetiche semiconduttrici, ed è ferromagnetico a temperatura di Curie di 76 K.